# آندری صافاریان
آندری صافاریان (انگلیسی: Andrey Safaryan؛ زادهٔ ۳۱ اوت ۱۹۶۶) یک قایقران ارمنی‌تبار اهل قزاقستان است. وی نماینده قزاقستان در رشته sprint canoer در بازی‌های المپیک تابستانی ۱۹۹۶ آتلانتا بود.